# Эберштадт, Николас
Николас Эберштадт (англ. Nicholas Eberstadt; род. 20 декабря 1955) — американский политэконом и демограф. Доктор наук (PhD).

## Деятельность
В настоящее время заведующий кафедрой политической экономии в Американском институте предпринимательства. Старший научный сотрудник Национального бюро Азиатских исследований. Специализируется на проблемах демографии, бедности, здравоохранения, в том числе России.

## Публикации

### Монографии
- Korea approaches reunification. — Armonk, N.Y. : M.E. Sharpe, 1995. ISBN 1563245566 Google-Books
- The End of North Korea. — AEI Press, 1999. ISBN 0844740874
- Prosperous Paupers & Other Population Problems. — Transaction Publ., 2000. ISBN 1560004231
- Korea’s Future and the Great Powers. (в соавт. с Richard J. Ellings) — NBR/University of Washington Press, 2001. ASIN B001UNCG1M
- The North Korean Economy: Between Crisis & Catastrophe. — Transaction Publ., 2007. ISBN 0765803607

### Прочие публикации
- Russia’s Peacetime Demographic Crisis: Dimensions, Causes, Implications NBR Project Report, May 2010  (англ.)
- [www.worldaffairsjournal.org/2009%20-%20Spring/full-Eberstadt.html Drunken Nation: Russia’s Depopulation Bomb], World Affairs  (англ.)
- The Emptying of Russia Архивная копия от 19 января 2019 на Wayback Machine (Опустошение России) Washington Post  (англ.)
- Демографические парадоксы России «Washington ProFile», США
- The Poverty of «The Poverty Rate»
- The global war against baby girls"

### Участие во встречах и конференциях
- Development Beyond Aid: Remaking U.S. Development Policy for a Changed World

## Критика
По прогнозам демографа Николаса Эберштадта, к 2050 году население Земли впервые в истории начнет сокращаться, достигнув пика в 8 миллиардов человек
…В ближайшее десятилетие в России, скорее всего, произойдет резкое снижение численности молодежи. За период с 1975 по 2000 гг. число молодых людей в возрасте от 15 до 24 лет составляло от 10 до 13 млн человек. По подсчетам ООН, к 2025 году в России останется не более 6 млн молодых людей этой возрастной категории. Кроме очевидного влияния депопуляции на военную мощь, налицо также очевидное воздействие на социально-экономические показатели. Чем меньше молодых людей, способных заменить тех, кто выходит на пенсию, тем сложнее будет решение задачи повышения уровня навыков и квалификации экономически активного населения. И учитывая то, что именно молодые специалисты чаще всего совершают важные научные открытия, предлагают внедрение экономических новшеств и идут на предпринимательский риск, то резкое уменьшение численности молодежи в стране будет иметь реальные негативные последствия для экономики всей России. Российские чиновники сконцентрировали своё внимание на коэффициенте рождаемости в стране. Однако эту проблему трудно разрешить ввиду финансовых трудностей страны…